# Bernhard Mayer (Theologe)
Bernhard Mayer (* 19. September 1939 in Lenting; † 17. Oktober 2011 ebenda) war Professor für Neues Testament an der theologischen Fakultät der Universität Eichstätt-Ingolstadt.

## Leben
Bernhard Mayer wurde 1939 in Lenting geboren und 1965 für die Diözese Eichstätt zum Priester geweiht. Er promovierte über die Prädestinationslehre bei Paulus. Nach Einsätzen in der Pfarrseelsorge des Bistums und dem weiterführenden Studium in Würzburg wurde er 1972 zunächst Lehrbeauftragter an der Philosophisch-Theologischen Hochschule in Eichstätt und noch im gleichen Jahr ordentlicher Professor für Neutestamentliche Wissenschaft.
1991 organisierte er eine in der Fachwelt beachtete Tagung über die Qumran Siedlung und frühe Christen.
Nach seiner Emeritierung 2004 übernahm Mayer noch für zwei weitere Semester die Lehrstuhlvertretung. Während seiner rund 33-jährigen Tätigkeit an der Katholisch-Theologischen Fakultät war er für zwei Amtsperioden deren Dekan. Er gehörte ebenfalls viele Jahre dem Senat der Universität und dem Fachbereichsrat der Fakultät an. 16 Jahre lang war er Vorsitzender des Herausgeberausschusses der wissenschaftlichen Reihe „Eichstätter Studien“.
Seit 1989 gehörte er dem Eichstätter Domkapitel an. Mayer war seit 1962 Mitglied der katholischen Studentenverbindung K.D.St.V. Alcimonia Eichstätt im CV.

## Auszeichnungen
- Verdienstkreuz am Bande des Verdienstordens der Bundesrepublik Deutschland
- Ehrenbürger von Lenting
- Ehrenmitgliedschaft im Centro de Estudios de la Arquidiócesis de La Habana
- Ehrendoktor der Staatsuniversität Tscheljabinsk, Russland, und der Kirgisisch-Russischen Slavischen Universität Bischkek